# زلمان أران
زلمان أران (بالعبرية: זַלְמָן אֲרָן‏) (1 مارس 1899 - 6 سبتمبر 1970) كان سياسيًا وناشطًا صهيونيًا، ومعلمًا ووزيرًا في الحكومة إسرائيل .

## السيرة
وُلد زلمان أهارونوفيتش (لاحقًا أران) في يوزوفكا في محافظة يكاترينوسلاف ‏ التابعة للإمبراطورية الروسية (الآن دونيتسك في أوكرانيا )، وتلقى تعليمًا دينيًا في خيدر ‏. درس فيما بعد الزراعة في خاركوف، وكان ناشطاً في شبابه في حركة تسئيري صهيون ‏ وهي حركة شبابية صهيونية. في عام 1917 أصبح عضوًا في لجنة تنظيم الدفاع عن النفس، ,عمل مدرسًا وإحصائيًا من عام 1918 إلى عام 1923، وفي 1920، بعد انقسام الحزب، انضم إلى الاشتراكيين الصهاينة، وكان عضوًا في لجنتها المركزية من عام 1924 إلى عام 1925.
هاجر إلى فلسطين الانتدابية في عام 1926، حيث انضم إلى حزب أحدوت هعفودا، وعمل في البناء والطرق.

## العمل السياسي
بعد اندماج أحدوت هعفودا في حزب مباي ، تم تعيينه أمينًا عامًا للحزب الجديد في تل أبيب في عام 1930، وعمل في اللجنة التنفيذية للهستدروت كأمين صندوق ومدير دائرة الإعلام من عام 1936 إلى عام 1947، وكان أحد مؤسسي مدرسة نشطاء الهستدروت، كما أصبح عضواً في اللجنة التنفيذية الصهيونية عام 1946 وعضوا في هيئة رئاستها عام 1948.
انتخب عضوا في الكنيست عام 1949، وأعيد انتخابه في الأعوام 1951 و1955 ‏ و1959 ‏ و1961 و1965 ‏، كما ترأس لجنة الشؤون الخارجية والدفاع، وكان أيضاً عضواً في لجنة مجلس النواب، وفي عام 1953 عين وزيرًا بلا حقيبة وزارية، ثم وزيراً للمواصلات وفي عام 1954، ووزيرًا للتعليم والثقافة من 1955 إلى 1960 ومرة أخرى من 1963 إلى 1969 .
أدخل أران "الهوية اليهودية" والتقاليد اليهودية في المناهج الدراسية وشجع على توسيع التعليم الفني بصفته وزيرًا للتعليم في إسرائيل، ووافق الكنيست على برنامجه الإصلاحي لنظام التعليم الإسرائيلي في عام 1955 ومطالبه بالحصول على دبلوم التعليم الثانوي، بالإضافة إلى تمديد قانون التعليم الإلزامي الإسرائيلي من سن 14 إلى 16 عامًا، كما شجع على دمج الأطفال من خلفيات مختلفة في نفس المدارس لتسريع بوتقة الانصهار المثالية في إسرائيل وتقليص الفجوات الاجتماعية والاقتصادية في المجتمع الإسرائيلي، بما في ذلك الأنشطة الترفيهية لسكان مدن التطور.
أيد أران في البداية كوزير في الحكومة في عام 1967 موقف الأغلبية الذي سعى إلى حل دبلوماسي لإغلاق مصر لمضيق تيران، بدلاً من توجيه ضربة استباقية، والتي شعر أيضًا أنها تشكل خطرًا كبيرًا على الجبهة الداخلية وسلاح الجو الإسرائيلي، كما عارض احتلال القدس الشرقية.

## إحياء ذكراه

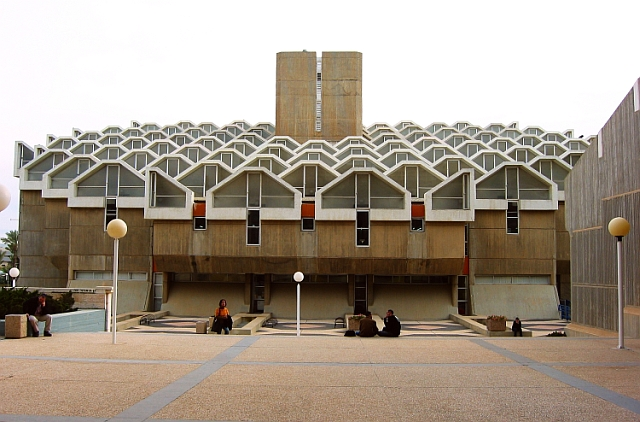
مكتبة زلمان آران بجامعة بن غوريون في النقب

تم تسمية كلية التاريخ بجامعة تل أبيب والمكتبة المركزية لجامعة بن غوريون في النقب باسمه، وكذلك العديد من المدارس في إسرائيل.

## الأعمال المنشورة
- محاكمات التعليم والتنفيذ (1971) باللغة العبرية
- السيرة الذاتية (1971) باللغة العبرية
- الجبهة والمظهر (1972) باللغة العبرية

## وصلات خارجية
- زلمان أران على الموقع الإلكتروني للكنيست